# Franco Califano

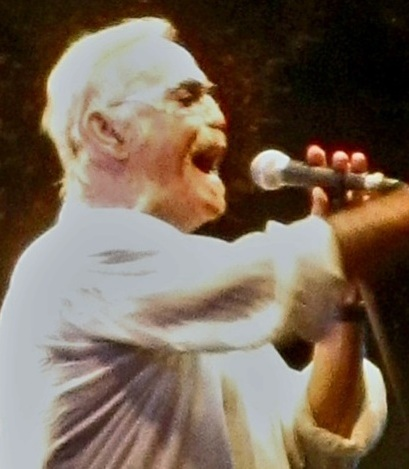
Franco Califano 2011

Francesco „Franco“ Califano (* 14. September 1938 in Tripolis, Libyen; † 30. März 2013 in Rom) war ein italienischer Sänger, Komponist, Schriftsteller und Schauspieler.

## Leben
Califanos Vater stammte aus Pagani, Provinz Salerno, befand sich jedoch als Militär zur Zeit der Geburt seines Sohnes mit seiner Frau in Italienisch-Libyen. Franco wuchs in Rom auf und trat dort Mitte der sechziger Jahre erstmals musikalisch in Erscheinung. Mit den Singles Ti raggiungerò und Non voglio vederti triste così konnte er erste Erfolge feiern. Nach seinem Umzug nach Mailand wurde er künstlerischer Leiter eines Plattenlabels und betätigte sich vorerst hauptsächlich als Liedtexter, etwa für Edoardo Vianello, Ornella Vanoni, Mina, Mia Martini oder Peppino di Capri.
Ab 1972 veröffentlichte Califano eigene Alben; nach ’N bastardo venuto dar sud, L’evidenza dell’autunno, Secondo me, l’amore… sowie dem Livealbum 24-07-1975 dalla Bussola erreichte er 1977 mit Tutto il resto è noia erstmals die Charts. Diese Erfolgsphase hielt bis Anfang der 80er-Jahre an, begleitet von einer intensiven Konzerttätigkeit. 1984 wurde Califano wegen mutmaßlichen Waffen- und Drogenbesitzes verhaftet, während jener Zeit entstand das Album Impronte digitali. Seine Tätigkeit als Musiker ging dennoch unvermindert weiter und 1988 nahm er erstmals am Sanremo-Festival teil, wo er mit Io (per le strade di quartiere) den 13. Platz von 26 erreichen konnte.
Noch bis in die 2000er-Jahre hinein veröffentlichte Califano regelmäßig Alben, 1994 und 2005 kehrte er auch nach Sanremo zurück und 2006 nahm er an der Realityshow Music Farm auf Rai 2 teil. Daneben erregte er mit einigen Buchveröffentlichungen (darunter Il cuore nel sesso, Sesso e sentimento oder Calisutra) Aufmerksamkeit, 2008 erschien seine Autobiografie Senza manette. Nachdem er auch in den letzten Jahren noch regelmäßig Auftritte verbuchen konnte, starb er 2013 in seinem Haus in der römischen Fraktion Acilia.
Parallel zu seiner Karriere als Musiker spielte Califano mehrfach in Filmen mit.

## Diskografie

### Alben
Studioalben

| Jahr | Titel                  | Höchstplatzierung, Gesamtwochen, AuszeichnungChartsChartplatzierungen (Jahr, Titel, Platzierungen, Wochen, Auszeichnungen, Anmerkungen) | Anmerkungen        |
| Jahr | Titel                  | IT | Anmerkungen        |
| ---- | ---------------------- | --- | ------------------ |
| 1977 | Tutto il resto è noia  | IT18 (6 Wo.)IT | Ricordi, SMRL 6199 |
| 1978 | Tac…!                  | IT21 (3 Wo.)IT | Ricordi, SMRL 6216 |
| 1979 | Ti perdo               | IT20 (8 Wo.)IT | Ricordi, SMRL 6241 |
| 1980 | …tuo Califano          | IT19 (8 Wo.)IT | Ricordi, SRML 6261 |
| 2003 | Le luci della notte    | IT59 (6 Wo.)IT | EMI                |
| 2005 | Non escludo il ritorno | IT45 (2 Wo.)IT | Sony               |
| 2009 | C’è bisogno d’amore    | IT40 (2 Wo.)IT | Magika             |

- 1972 – ’N bastardo venuto dar sud (CGD FGL 5116)
- 1973 – L’evidenza dell’autunno (CGD 69055)
- 1975 – Secondo me, l’amore… (CGD 69123)
- 1981 – La mia libertà (Ricordi, SMRL 6277)
- 1982 – Buio e Luna piena (Lupus, LULP 14909)
- 1983 – Io per amarti (Lupus, LULP 14915)
- 1984 – Impronte digitali (Lupus, LULP 14916)
- 1985 – …Ma cambierà (Ricordi, SMRL 6353)
- 1987 – Il bello della vita (Ricordi, SMRL 6370)
- 1988 – Io (Ricordi, STVL 6378)
- 1989 – Coppia dove vai (Ricordi, SMRL 6403)
- 1990 – Califano (Ricordi, SMRL 6414)
- 1991 – Se il teatro è pieno (Ricordi, SMRL 6443)
- 1994 – Ma io vivo (Nuova YEP, 475903 2)
- 1995 – Giovani uomini (NAR, 04429 5002-2)
- 1999 – Tu nell’intimità (NAR, 2163-2)
- 2001 – Stasera canto io (NAR, 3044-2)

EPs
- 2001 – Vive chi vive

Livealben
- 1975 – 24-07-1975 dalla Bussola (CGD/Warner)
- 1982 – In concerto dal Blue Moon di Ogliastro Marina (Lupus, ALULP 214913)
- 1992 – In concerto dal Blue Moon di Ogliastro Marina 2

Kompilationen

| Jahr | Titel                                   | Höchstplatzierung, Gesamtwochen, AuszeichnungChartsChartplatzierungen (Jahr, Titel, Platzierungen, Wochen, Auszeichnungen, Anmerkungen) | Anmerkungen |
| Jahr | Titel                                   | IT | Anmerkungen |
| ---- | --------------------------------------- | --- | ----------- |
| 2013 | I successi… e tutto il resto            | IT11 (11 Wo.)IT | Sony        |
| 2013 | Il meglio di Franco Califano            | IT48 (4 Wo.)IT | Edel        |
| 2013 | Un’ora con Franco Califano              | IT57 (3 Wo.)IT | Sony        |
| 2013 | Le più belle canzoni di Franco Califano | IT76 (1 Wo.)IT | Warner      |

- 1977 – ’N bastardo, l’autunno e l’amore (Record Bazaar, RB 145)
- 1981 – Ritratto di Franco Califano (Record Bazaar, RB 315)
- 1983 – Super Califfo (Lupus, LULM 25002)
- 2013 – 1972-1975 The Complete Studio Collection (Warner)

### Singles
- 1965 – Non voglio vederti triste così / Tanti anni fa…! (Ariston Records, AR/0113)
- 1965 – Ti raggiungerò / Amica malinconia (Ariston Records, AR/087)
- 1973 – Ma che piangi a fà / Beata te… te dormi (CGD, 1470)
- 1974 – Mi vuoi sposare / Roma e settembre (CGD, 2512)
- 1975 – Io me ’mbriaco / È la malinconia (CGD, 3409)
- 1977 – Me ’nnamoro de te / Tutto il resto è noia (Ricordi, SRL 10832) (2021) – Gold (35.000+)[2]
- 1978 – Io non piango / Tac (Ricordi, SRL 10859)
- 1981 – La mia libertà / Non so fare di più (Ricordi, SRL 10935)
- 1982 – Buio e luna piena / La luna in metropolitana (Lupus, LUN 4928)
- 1982 – La musica è finita / E la chiamano estate (Lupus, LUN 4939)
- 1988 – Io per le strade di quartiere / Non puoi dire A (Ricordi, SRL 11071)
- 1990 – Via Sistina / La nevicata del ’56 (Ricordi, SRL 11105, promo)
- 2003 – Cammino in centro / Un’estate fa (Virgin)
- 2005 – Il campione / Un tempo piccolo / Pasquale l’infermiere (Universo, promo)
- 2012 – Sto a cerca’ lavoro (NAR, promo) – mit Simone Cristicchi und Alberto Mennini

### Gastbeiträge
| Jahr | Titel Album   | Höchstplatzierung, Gesamtwochen, AuszeichnungChartsChartplatzierungen (Jahr, Titel, Album, Platzierungen, Wochen, Auszeichnungen, Anmerkungen) | Anmerkungen                                          |
| Jahr | Titel Album   | IT | Anmerkungen                                          |
| ---- | ------------- | --- | ---------------------------------------------------- |
| 2019 | Cos’e l’amore | IT46 Gold · (3 Wo.)IT | Don Joe, Ketama126 & Franco126 feat. Franco Califano |

## Filmografie

### Schauspieler
- 1964: Das Idol (Cherchez l’idole)
- 1979: Gardenia, il giustiziere della mala
- 1983: Due strani papà
- 1991: Das Pferd seiner Träume (Il ritorno di Ribot) (Fernsehminiserie)
- 1998: Viola bacia tutti
- 2008: Questa notte è ancora nostra
- 2011: Roma nuda

### Komponist
- 1979: Gardenia, il giustiziere della mala
- 2011: We People of September (Dokumentarfilm)

## Bibliografie
- Ti perdo. Diario segreto di un uomo da strada. Davoli, Mailand 1979.
- Monologhi e poesie romanesche. Califfo, Rom 1991.
- Il cuore nel sesso. Libro sull’erotismo, il corteggiamento e l’amore scritto da uno pratico. Castelvecchi, Rom 2000. ISBN 88-8210-228-9.
- Sesso e sentimento. Keybook, Santarcangelo di Romagna 2004.
- Il Calisutra. Storie di vita e casi dell’amore raccontati dal maestro. Castelvecchi, Rom 2006. ISBN 88-7615-136-2.
- Senza manette (Interview mit Pierluigi Diaco). Mondadori, Mailand 2008. ISBN 978-88-04-57327-2.

## Belege
1. 1 2 3  Chartquellen:
  - M&D-Chartarchiv. Musica e dischi, abgerufen am 13. November 2017 (italienisch, kostenpflichtiger Abonnement-Zugang).
  - Guido Racca & Chartitalia: Top 100 FIMI Album. Lulu, 2013, S. 84.
  - Alben von Franco Califano. In: Italiancharts.com. Hung Medien, archiviert vom Original (nicht mehr online verfügbar) am 14. November 2017; abgerufen am 13. November 2017.  Info: Der Archivlink wurde automatisch eingesetzt und noch nicht geprüft. Bitte prüfe Original- und Archivlink gemäß Anleitung und entferne dann diesen Hinweis.
2. 1 2  Certificazioni. FIMI, abgerufen am 8. März 2021 (italienisch).

| Personendaten    | Personendaten                                                    |
| ---------------- | ---------------------------------------------------------------- |
| NAME             | Califano, Franco                                                 |
| ALTERNATIVNAMEN  | Califano, Francesco                                              |
| KURZBESCHREIBUNG | italienischer Sänger, Komponist, Schriftsteller und Schauspieler |
| GEBURTSDATUM     | 14. September 1938                                               |
| GEBURTSORT       | Tripolis, Libyen                                                 |
| STERBEDATUM      | 30. März 2013                                                    |
| STERBEORT        | Rom, Italien                                                     |